# Лес Лайман-альфа

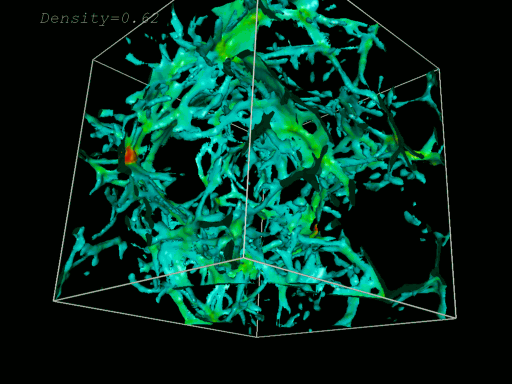
Компьютерная симуляция Леса Лайман-альфа при z=3

Лес Лайман-альфа (Lyα-лес) — многократное повторение абсорбционной линии Лайман-альфа в спектрах далеких астрономических объектов. Для очень далёких объектов это явление может быть настолько сильным, что вызывает значительный спад интенсивности в некотором интервале частот; это называется эффектом Ганна — Петерсона.
Lyα-лес возникает из-за облаков нейтрального водорода, через которые проходит свет от наблюдаемого объекта. Эти облака находятся на разных красных смещениях z. Длины волн линий, которые добавляет к спектру объекта каждое такое облако, зависят от его красного смещения. В результате густота и интенсивность этих линий несет в себе информацию о состоянии межгалактического газа, находящегося по пути следования принимаемого света.
Линия Лайман-альфа водорода лежит (в лабораторных условиях) на длине волны 1215,668 ангстрем (1,216⋅10−7 м), что отвечает частоте 2,47⋅1015 Гц. Таким образом, она лежит в ультрафиолетовой части электромагнитного спектра, однако из-за большой удалённости (сильного красного смещения) она смещается в видимый диапазон, что даёт возможность детектировать её даже наземными средствами наблюдения.

## Физика эффекта
Серия Лаймана состоит из значений энергии, необходимой для возбуждения электрона в атоме водорода с первого наинизшего уровня в более высокие состояния, или наоборот — выделяющейся при переходе электрона на первый уровень с вышележащего. В частности, согласно формуле Ридберга, разность энергий между первым (n=1) и вторым (n=2) возбуждённым состоянием соответствует фотону с длиной волны 1216 Å.
Так что если свет с длиной волны 1216 Å проходит через скопление нейтральных атомов водорода, они будут поглощать фотоны этого света, используя их для возбуждения своих электронов с первого уровня на второй. И чем больше таких атомов водорода окажется на пути света, тем большее число фотонов с длиной волны 1216 Å будет поглощено. Количественно это выражается в провале в функции интенсивности детектируемого наблюдателем на Земле света в зависимости от длины волны.
Однако можно получать таким образом информацию не только о числе нейтральных атомов водорода на пути следования света от некоего источника, но и о расстоянии до них — благодаря расширению Вселенной. Если источник фотонов достаточно далёк, то они по мере следования к нам испытывают сильное красное смещение, их длина волны увеличивается. Между тем атомы водорода поглощают в том числе и фотоны, которые изначально обладали более высокой энергией, но за время, прошедшее с момента их испускания, покрасневшие до 1216 Å.
Далее, если источником излучения является квазар, то его спектр содержит практически все возможные длины волн, в частности, и сильно выраженную линию испускания Лайман-альфа также на 1216 Å.
Так как фотоны с {\displaystyle \lambda } = 1216 Å поглощаются нейтральным водородом, можно заключить, что в момент своего поглощения некий фотон имел именно эту длину волны. Очевидно, она была меньшей в момент испускания квазаром, а за время, необходимое для прохождения от поглощающего атома водорода до наблюдателя на Земле, увеличилась бы ещё больше. Так что мы наблюдаем провал в том месте спектра испускания, где находится длина волны того фотона, который имел длину волны 1216 Å в момент поглощения атомом водорода по пути от квазара до наблюдателя. Это можно записать как {\displaystyle \lambda _{obs}=\lambda _{rest}(1+z)}, где {\displaystyle \lambda _{obs}} — провал в наблюдаемом спектре, {\displaystyle \lambda _{rest}} = 1216 Å, z — красное смещение поглощающего излучение атома водорода; то есть зная темп расширения Вселенной, можно вычислить, на каком именно красном смещении (то есть на каком расстоянии от нас) находится этот атом водорода. Таким образом, на основании детектируемой совокупности линий поглощения можно делать выводы о расположении облаков нейтрального водорода на линии следования света от квазара.
Межгалактическая среда содержит довольно много нейтрального водорода, поэтому в наблюдаемом спектре квазаров присутствует множество таких линий поглощения, получивших название леса Лайман-альфа. Плотность таких систем составляет {\displaystyle 10^{14}-10^{16}} атомов на квадратный сантиметр. Если же на некотором участке плотность увеличивается до {\displaystyle 10^{17}} см−2, то излучение квазара неспособно проникнуть во внутреннюю область такой системы, где остаётся нейтральный водород, экранированный внешним слоем. Исторически такие объекты называются системами Лаймановского предела, так как им соответствует резкий обрыв в спектре на {\displaystyle \lambda _{rest}} = 912 Å — это энергия, необходимая для ионизации атома водорода. Наконец, если плотность увеличивается до {\displaystyle 10^{20}} см−2 и выше, то в спектре наблюдается широкий провал — Лаймановское подавление, так как всё излучение на этом участке поглощается. Основной вклад в соответствующую часть спектра дают «крылья» Лоренцева распределения интенсивности, описывающего естественное уширение спектральной линии поглощения.

## Эффект Ганна — Петерсона
Облака нейтрального водорода эффективно поглощают свет на длинах волн от Lα (1216 Å) до лаймановского предела, образуя в спектре источника т. н. «Lα-лес». Излучение, изначально более коротковолновое, чем на пути к нам, из-за расширения Вселенной поглощается там, где его длина волны сравняется. Сечение взаимодействия очень большое и расчет показывает, что малой доли нейтрального водорода достаточно для создания большой депрессии в непрерывном спектре. Учитывая масштаб межгалактической среды, легко прийти к выводу, что провал в спектре будет на довольно широком интервале. Длинноволновая граница этого интервала обусловлена Lα, а коротковолновая зависит от ближайшего красного смещения, ближе которого среда ионизована.
Эффект Ганна — Петерсона наблюдается в спектрах квазаров с красным смещением z>6. Отсюда делается вывод, что эпоха ионизации межгалактического газа началась с z≈6.

## Применение в космологии
- Крупномасштабная структура Вселенной. Межгалактические области, соответствующие лесу Лайман-альфа, имеют довольно малую массу по сравнению с галактиками, поэтому их эволюцию легче смоделировать численно, учитывая лишь действие гравитации. Такое моделирование коллапса начальных флуктуаций плотности под действием гравитации даёт результаты, согласующиеся с наблюдаемым спектром квазаров.
- Тёмная материя. Так как области Лайман-альфа представляют собой газ, падающий в потенциальные ямы, образованные не только видимой, но и тёмной материей, то такие наблюдения позволяют отследить и распределение тёмной материи во Вселенной. Кроме того, они помогают и ввести ограничения на свойства тёмной материи: наблюдаемая структура на малых масштабах (порядка карликовых галактик) свидетельствует против горячей тёмной материи, которая, присутствуя в больших количествах, стёрла бы такую структуру, сделала бы её однородной[2].
- Первичный нуклеосинтез. Системы Лайман-альфа могут содержать не только обычный водород, но и дейтерий, сформированный в первые 3 минуты существования Вселенной в ходе первичного нуклеосинтеза. Он также может поглощать излучение квазаров, так что по тому же принципу можно делать выводы о распространённости дейтерия и, как следствие[3], такой фундаментальной величине, как плотность барионной материи[4].
- Космологическая постоянная. Расстояние до объекта с неким красным смещением определяется темпом расширения Вселенной. Угловая же протяжённость объекта также зависит от него, но по другому закону. Так что можно сравнивать угловое и радиальное расстояния до объекта. А зная их соотношение для данного объекта из других соображений, можно получить информацию о законе расширения Вселенной в различные периоды её истории, в частности, о космологической постоянной, отвечающей за ускоренное расширение.